# إرين بيزي
إرين باتريا مارغريت بيزي (ولدت في 19 فبراير 1939) شخصية إنجليزية، وناشطة نسوية سابقة، ومؤيدة لحقوق الرجال، ومدافعة عن العنف الأسري، وروائية.
اشتهرت بأنها باشرت بأول وأكبر ملجأ للعنف المنزلي في العالم الحديث، الملجأ، الذي عُرف بعد ذلك باسم مساعدة نساء تشيسوك في عام 1971.
تعرضت بيزي للتهديدات بالقتل والمقاطعة لأن تجربتها وأبحاثها حول هذه القضية قادتها إلى استنتاج أن معظم العنف المنزلي متبادل، وأن المرأة قادرة على ممارسة العنف مثلها مثل الرجل. قالت بيزي إن التهديدات كانت من ناشطات نسويات. قالت أيضًا إنها مُنعت عن الملجأ الذي باشرته.
كثيرًا ما يشار إلى هافن هاوس في كاليفورنيا، الذي تأسس في عام 1964، باعتباره أول ملاذ للنساء في العالم الحديث (أطلِق عليه مأوى النساء في كندا والولايات المتحدة)، ولكنه لم يعمل عند تأسيسه إلا على مساعدة المرضى العقليين على الانتقال من الحياة الملتزمة في مستشفى إلى الحياة في العالم الخارجي. على النقيض من ذلك، كان الملجأ الذي بدأته إرين بيزي يركز على إبعاد ضحايا العنف المنزلي عن المعتدين عليهم، في محاولة لكسر الحلقة.

## لمحة عامة

### النشاط المبكر
في عام 1959 حضرت بيزي اجتماعها الأول في حركة التحرير في المملكة المتحدة في منزل تشيسوك لمنظمة محلية، آرتميس بإلحاح من آرتميس، ووافقت بيزي على عقد «مجموعة لرفع مستوى الوعي» في منزلها في شارع غولدهاوك. أصبحت هذه المجموعة مجموعة شارع غولدهاوك.
كان المكتب الرئيسي لورشة عمل تحرير المرأة (ورشة عمل نسائية داخل حركة تحرير المرأة) في شارع ليتل نيوبورت، في الحي الصيني، كوفنت غاردن، على امتداد مدينة وستمنستر وبلدة كامدن. وجدت بيزي نفسها إلى جانب صديقتها أليسون وأعضاء آخرين في مجموعة شارع غولدهاوك، على خلاف مع آرتميس وغلاديايتر، اللتين قادتا مجموعة من النساء الأصغر سنًا داخل المكتب الرئيسي لورشة حركة تحرير المرأة. نأت بيزي بنفسها عن هذه الزمرة عندما شاهدت ما وصفته بأنه «سلوك غير منتظم وغير محترم» تجاه الأموال التي تبرعت بها النساء اليائسات في جميع أنحاء المملكة المتحدة. وقالت إنها واجهتهم بسبب هذا السلوك، الذي شمل، على حد قولها، الادعاء بأنهم تنصتوا على الهواتف، ووسموا الأشخاص الذين لا يحبونهم بأنهم من المكتب الخامس أو مخبرين أو عملاء من الشرطة ووكالة المخابرات المركزية. كانت قلقة بشأن سماعها نقاش حول خطط تفجير متجر بيبا في لندن، وأبلغت الشرطة بهذا بعد تحذير الأشخاص المتورطين. بعد ذلك، أدركت بيزي أن الشرطة وضعت المجموعة والمكتب تحت المراقبة. تقول بيزي إنها ورفاقها الأعضاء في مجموعة شارع غولدهاوك كان يُنظر إليهم على أنهم مزعجون، لأنهم لم يقبلوا سلوكيات وآراء الآخرين.

### الملجأ
أسست بيزي ملجأ للنساء في بلمونت تيراس، تشيسوك، لندن في عام 1971. وفتحت لاحقًا عددًا من الملاجئ الإضافية، على الرغم من عداء السلطات. اكتسبت سمعة سيئة ودعاية لأنها أقامت ملاجئ عن طريق الاستيطان العشوائي، وعلى الأخص في عام 1975 في فندق بالم كورت في ريتشموند. ومنذ ذلك الحين أعيد تسمية الملجأ الأصلي في تشيسوك ليصبح «الملجأ» الخيري.
كان عمل بيزي موضع إشادة واسعة النطاق في ذلك الوقت. في عام 1975 صرح النائب جاك أشلي في مجلس العموم «كان عمل السيدة بيزي رائدًا من الدرجة الأولى. وهي التي حددت المشكلة لأول مرة، وأقرت بخطورة الحالة، وفعلت أول شيء عملي بإنشاء مركز للمساعدة في تشيسوك. ونتيجة لهذا العمل الرائد والمهيب، أصبحت الأمة كلها الآن تقدر أهمية المشكلة». أثناء محاكمتها من قبل السلطات المحلية واستئناف الحكم إلى مجلس اللوردات، اعترِف بها لعملها.